# 馬愛珍
馬愛珍（1941年12月9日—），女，河南省南陽市人，中国国民党黨员，曾任第二屆國民大會代表、國民大會主席團主席。現任中國國民黨黃復興黨部副主委。
1999年，馬愛珍率台灣女企業家赴中國大陸，獲時任中共中央總書記江澤民接見。2010年起，她邀請中國大陸各省婦聯與女企業家到台灣來交流，至今已有20幾個省的婦聯與女企業家赴台交流合作。

## 头衔
- 中華民國工商建設研究會第八屆理事長
- 台灣女企業家協會理事長
- 台灣農漁業產銷聯盟發展協會理事長
- 台灣華麗關懷婦女協會理事長
- 中華婦女參政協會理事長